# Jonction p-n

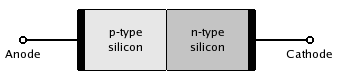
Jonction p-n dans du silicium. Sur ce schéma, les régions p et n sont reliées à des contacts métalliques, ce qui suffit à transformer la jonction en diode.

Le symbole d'une diode associé à la représentation d'une jonction p-n.

En physique des semi-conducteurs, une jonction p-n désigne une zone du cristal où le dopage varie brusquement, passant d'un dopage p à un dopage n. Lorsque la région dopée p est mise en contact avec la région n, les électrons et les trous diffusent spontanément de part et d'autre de la jonction, créant ainsi une zone de déplétion, ou zone de charge d'espace (ZCE), où la concentration en porteurs libres est quasiment nulle. Alors qu'un semi-conducteur dopé est un bon conducteur, la jonction ne laisse quasiment pas passer le courant. La largeur de la zone de déplétion varie avec la tension appliquée de part et d'autre de la jonction. Plus cette zone est petite, plus la résistance de la jonction est faible. La caractéristique courant-tension {\displaystyle I(V)} de la jonction est fortement non linéaire : c'est celle d'une diode.
La physique des jonctions p-n a de grandes utilités pratiques dans la création de dispositifs à semi-conducteurs. La diode redresseuse de courant ainsi que la plupart des autres types de diodes contiennent ainsi une jonction p-n. Les cellules photovoltaïques sont également constituées d'une jonction p-n de grande surface dans laquelle les paires électron-trou créées par la lumière sont séparées par le champ électrique de la jonction. Enfin, un type de transistor, le transistor bipolaire, est réalisé en mettant deux jonctions p-n en sens inverse – transistor pnp ou npn.

## Fabrication

### Dopage
Le profil de dopage est la principale variable sur laquelle on peut jouer pour créer des jonctions différentes. Ce dopage change de type de part et d'autre de la jonction, passant d'un dopage de type p à un dopage de type n. En pratique, il est difficile de faire passer abruptement la densité de dopants (par exemple des donneurs) d'une valeur constante {\displaystyle N_{D}} à 0.

### Zone de charge d'espace
La zone de charge d'espace peut se définir comme la zone de la jonction où il y a eu une recombinaison d'une paire électron-trou. De ce fait il ne reste plus que des charges fixes. Elle s'appelle aussi zone de déplétion. 
La formation de la zone de charge se fait par la captation des électrons de la zone N par les trous de la zone P dans le voisinage de la jonction. Ce phénomène a lieu par interaction électrique et stabilise l'ensemble. La zone N, en perdant ses électrons, se charge positivement et la zone P, en captant des électrons, se charge négativement, si bien qu'un champ électrique apparaît. La diffusion des électrons de la zone N vers la zone P s'arrête lorsqu'ils n'ont plus suffisamment d'énergie pour franchir le champ électrique créé. Les électrons libres de la zone N ne sont pas attirés par les charges positives de la zone de charges puisque le champ électrique résultant est nul en dehors de la zone de charge (comme dans un condensateur) ; de même pour les trous. 

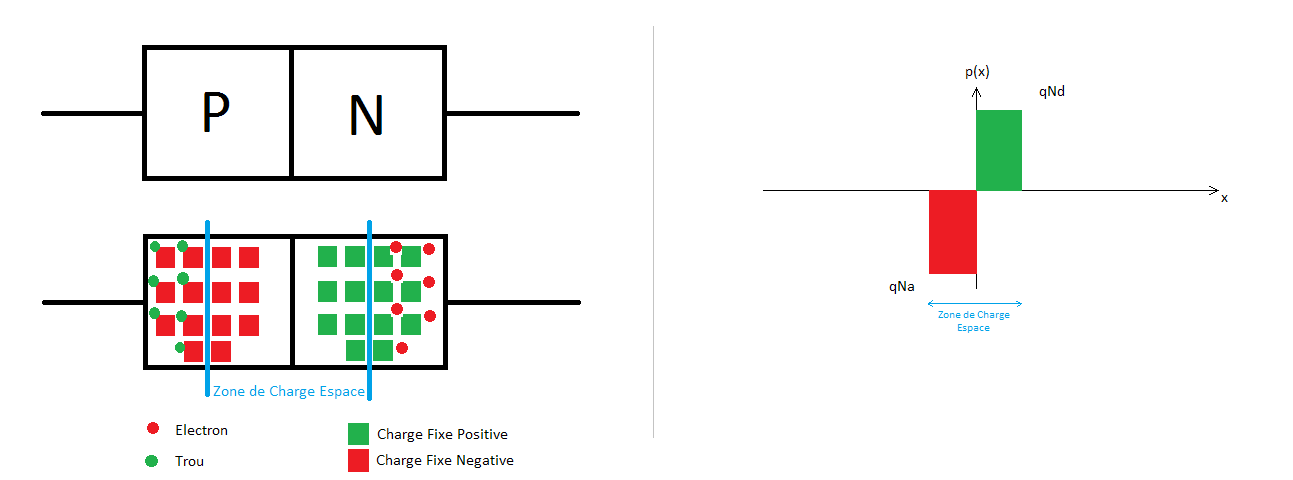
Illustration de la zone de charge espace d'une jonction p-n.

## Approche théorique

Schéma d'une jonction p-n.

En se basant sur les lois de Maxwell {\displaystyle {\text{div}}(E)={\frac {\rho }{\epsilon }}} et {\displaystyle E=-{\text{grad}}(V)} où {\displaystyle \rho } et {\displaystyle \epsilon } caractérisent  le matériau utilisé (ici le semi-conducteur dopé). On en déduit que {\displaystyle E_{i}(x)={\frac {\rho _{i}}{\epsilon _{i}}}(x-x_{0i})+C} et {\displaystyle V_{i}(x)=-{\frac {\rho }{\epsilon }}\left({\frac {x^{2}}{2}}-x_{0i}\cdot x\right)-C\cdot x+D} avec C et D des constantes d’intégration.

- {\displaystyle \rho =q\cdot Na} ou {\displaystyle \rho =q\cdot Nd}
- {\displaystyle N_{a}} représente le nombre d'accepteurs
- {\displaystyle N_{d}} le nombre de donneurs
- {\displaystyle q=1,6\times 10^{-19}\ {\text{C}}} (charge électrique élémentaire)

Soit le bloc P de la jonction relié à un fil au potentiel {\displaystyle V_{1}} et le bloc N de même manière à un fil au potentiel {\displaystyle V_{2}}. On négligera l'interface entre le fil et le bloc de semi-conducteur dopé en raison d'un ajout de complexité inutile à la compréhension du phénomène.
{\displaystyle E(x)=cste} si {\displaystyle x<x_{0}}

{\displaystyle E(x)=-{\frac {qN_{a}}{\epsilon }}(x-x_{0})+C} si {\displaystyle \left(x\in \left[x_{0},0\right]\right)}

{\displaystyle E(x)={\frac {qN_{d}}{\epsilon }}x+D} si {\displaystyle \left(x\in \left[0,x_{1}\right]\right)}

{\displaystyle E(x)=cste} si {\displaystyle x>x_{1}}
- {\displaystyle x_{0},x_{1}} définissent respectivement le début et la fin de la zone de charge espace qui est centrée sur 0.
- sur les bords gauche et droite E(x) est une constante car il n'y a pas de charge ({\displaystyle \rho =0})

Du fait que les blocs de semi-conducteur sont reliés à des fils bons conducteurs, le champ électrique E(x) est nul sur {\displaystyle \left]-\infty ,x_{0}[U]x_{1},+\infty \right[}. Par continuité du champ électrique :

{\displaystyle E(x)=0} si {\displaystyle x<x_{0}}

{\displaystyle E(x)=-{\frac {q\cdot N_{a}}{\epsilon }}(x-x_{0})} si {\displaystyle \left(x\in \left[x_{0},0\right]\right)}

{\displaystyle E(x)={\frac {q\cdot N_{d}}{\epsilon }}(x-x_{1})} si {\displaystyle \left(x\in \left[0,x_{1}\right]\right)}

{\displaystyle E(x)=0} si {\displaystyle x>x_{1}}

Et
{\displaystyle V(x)=V_{1}} si {\displaystyle x<x_{0}}

{\displaystyle V(x)={\frac {q\cdot N_{a}}{\epsilon }}\left({\frac {x^{2}}{2}}-x_{0}\cdot x\right)+V_{1}+{\frac {q\cdot N_{a}\cdot x_{0}^{2}}{2\epsilon }}} si {\displaystyle \left(x\in \left[x_{0},0\right]\right)}

{\displaystyle V(x)=-{\frac {q\cdot N_{d}\cdot x^{2}}{2\cdot \epsilon }}-{\frac {q\cdot N_{a}\cdot x_{0}}{\epsilon }}\cdot x+V1-{\frac {q\cdot N_{a}\cdot x_{0}^{2}}{2\cdot \epsilon }}} si {\displaystyle \left(x\in \left[0,x_{1}\right]\right)}

{\displaystyle V(x)=V2} si {\displaystyle x>x_{1}}

## Jonctions p-n organiques
En 2020, l'équivalent organique d'une jonction p-n est réalisé à l'aide de deux ionoélastomères au lieu de deux semi-conducteurs cristallins :
- le semi-conducteur dopé p est remplacé par un polymère polycationique, chargé positivement par l'inclusion dans sa structure de groupes imidazolium et comportant des ions mobiles négatifs ;
- le semi-conducteur dopé n est remplacé par un polymère polyanionique, chargé négativement par l'inclusion de groupes sulfonate et comportant des ions mobiles positifs ;
- les porteurs de charges ne sont plus des électrons mais des ions positifs et négatifs.

Le dispositif est incolore, transparent, souple et étirable.
L'objectif est de réaliser à terme toute une ionoélectronique remplaçant l'électronique dans des situations où les composants électroniques, rigides et cassants, ne conviennent pas,,.